# Дом № 15 по Тверской улице (Москва)
Дом № 15 по Тверской улице в Москве — памятник истории и культуры Москвы. На месте старой малоэтажной застройки Тверской улицы во время её реконструкции и расширения к 1940 г. был выстроен жилой дом по проекту архитектора А. Г. Мордвинова и инженера П. А. Красильникова. Как и здание в начале улицы, созданное теми же мастерами, этот дом состоит из двух крупных частей, которые соединяются между собой с помощью массивной арки, раскинувшейся над проездом в Леонтьевский переулок.

## Описание
Дом построен в 1940 году по проекту архитектора А. Г. Мордвинова. Через арку в здании на Тверскую выходит Леонтьевский переулок. В 1943—1951 годах в доме жил маршал К. К. Рокоссовский. С 1940 по 1952 годы в доме жил певец С. Я. Лемешев. С 1940 по 1971 годы в доме жил певец народный артист СССР М. Д. Михайлов.
Центральная часть над аркой украшена аркадой, в боковых частях использованы граненые башенки, декорированные снизу узором, имитирующим рыбью чешую.

## Известные жильцы
- Ю. А. Завадский (на доме установлена мемориальная доска),
- А. И. Зражевский[1],
- А. Т. Твардовский,
- И. А. Лихачёв,
- А. М. Мессерер (на доме установлена мемориальная доска),
- Г. Б. Тусузов[2],
- Н. Н. Шпанов[3],
- И. А. Федосеев[4],
- Я. В. Флиер[5],
- А. И. Ямпольский[6].

## Фотогалерея

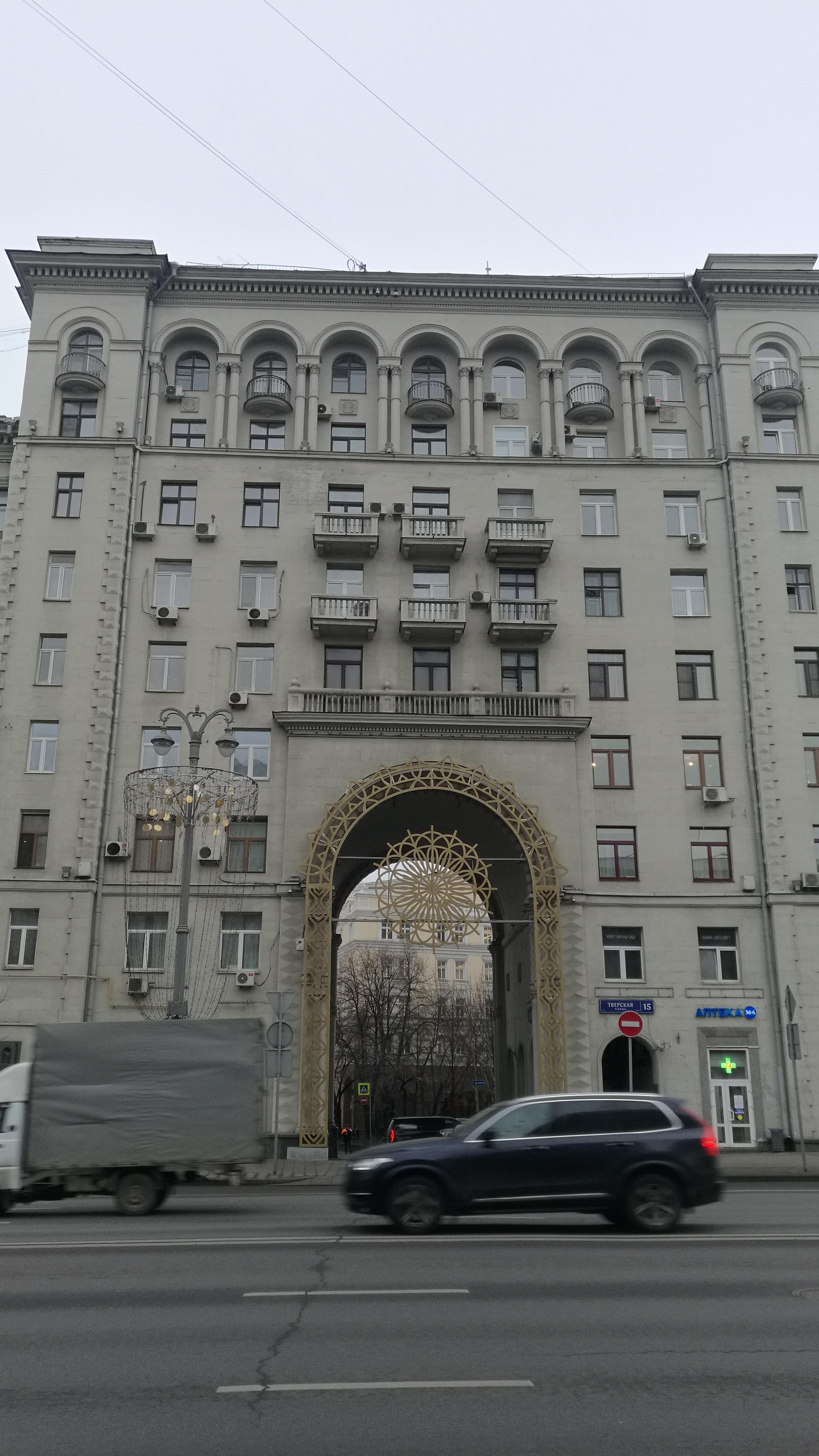
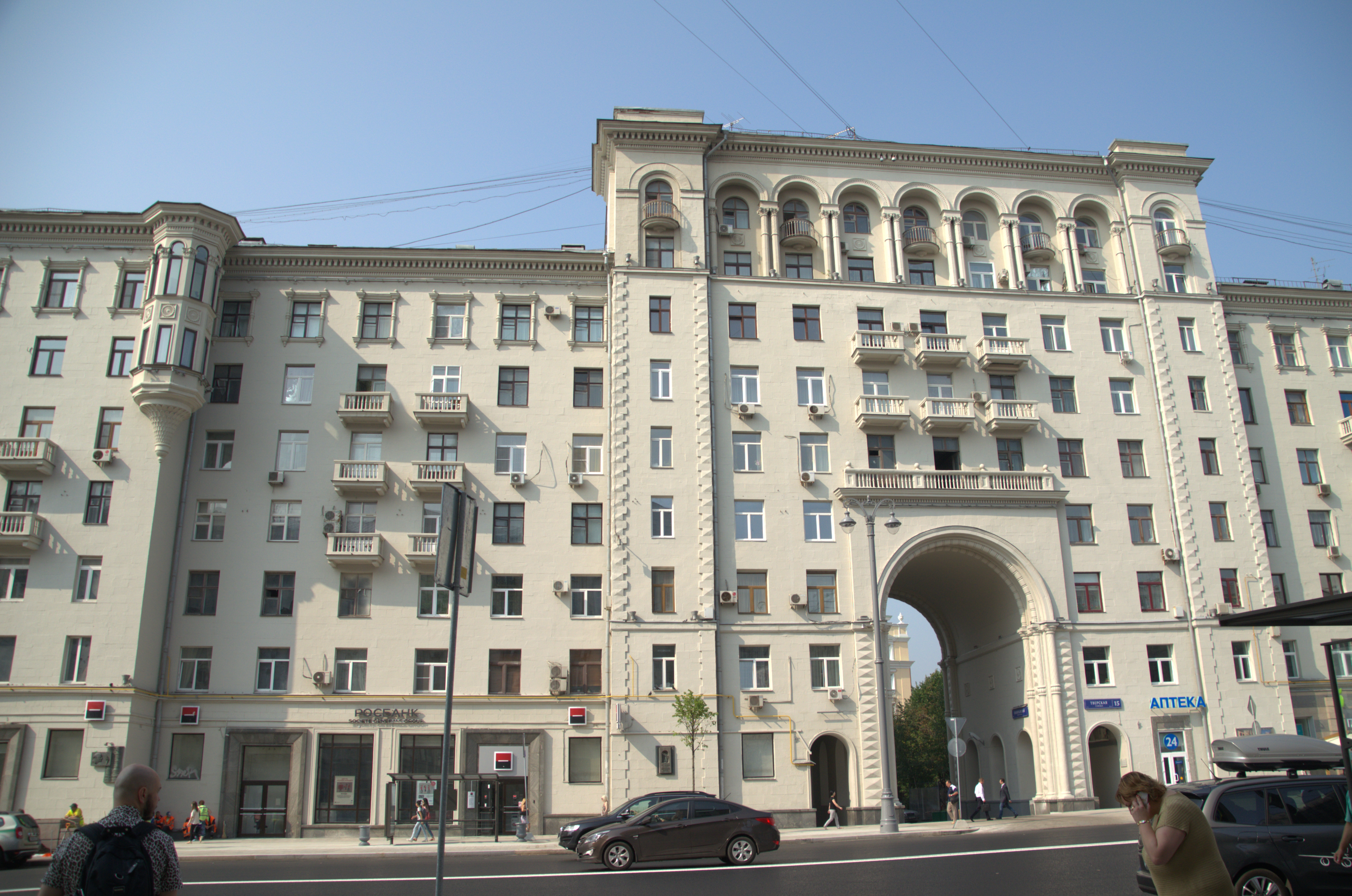
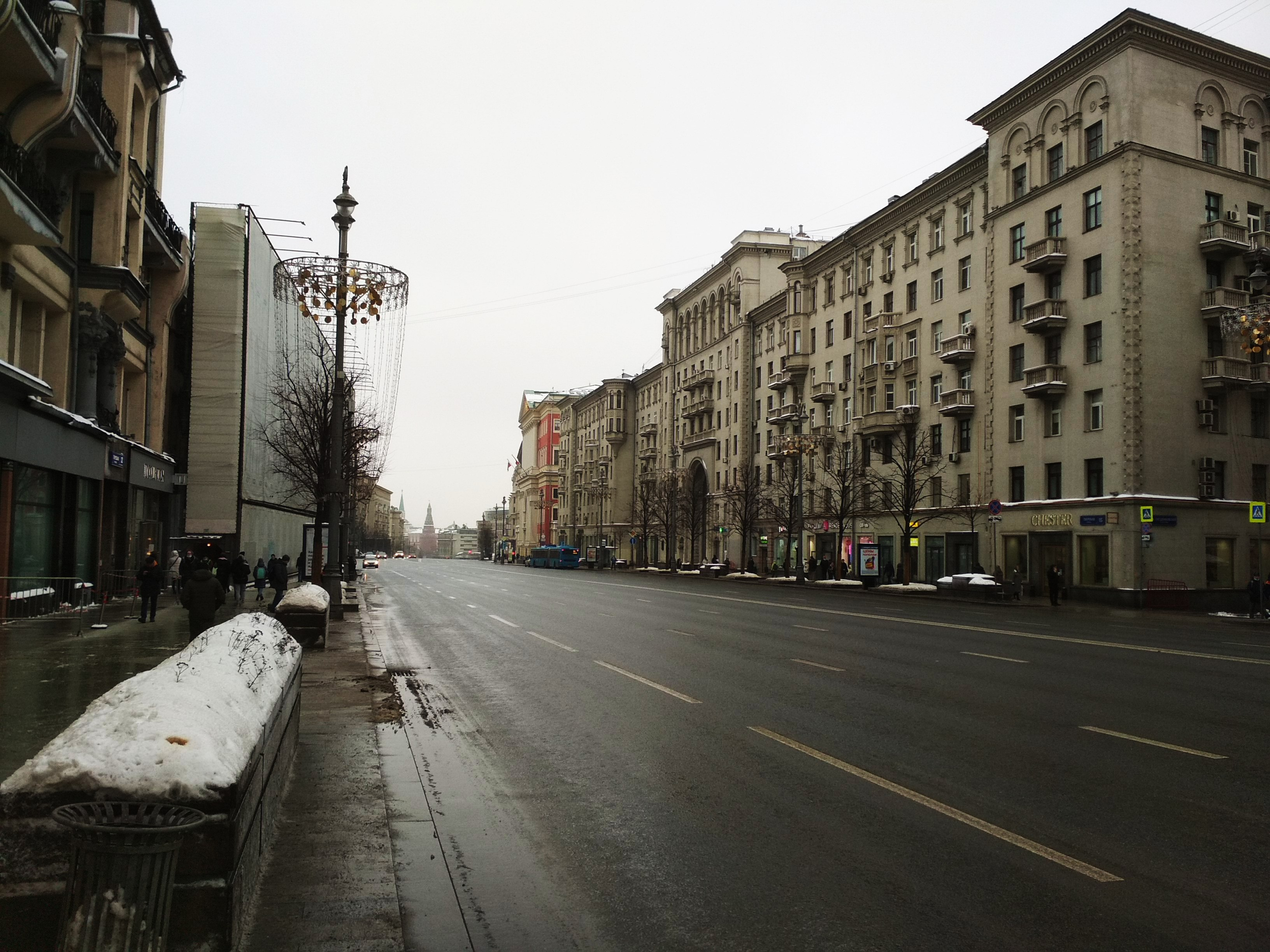
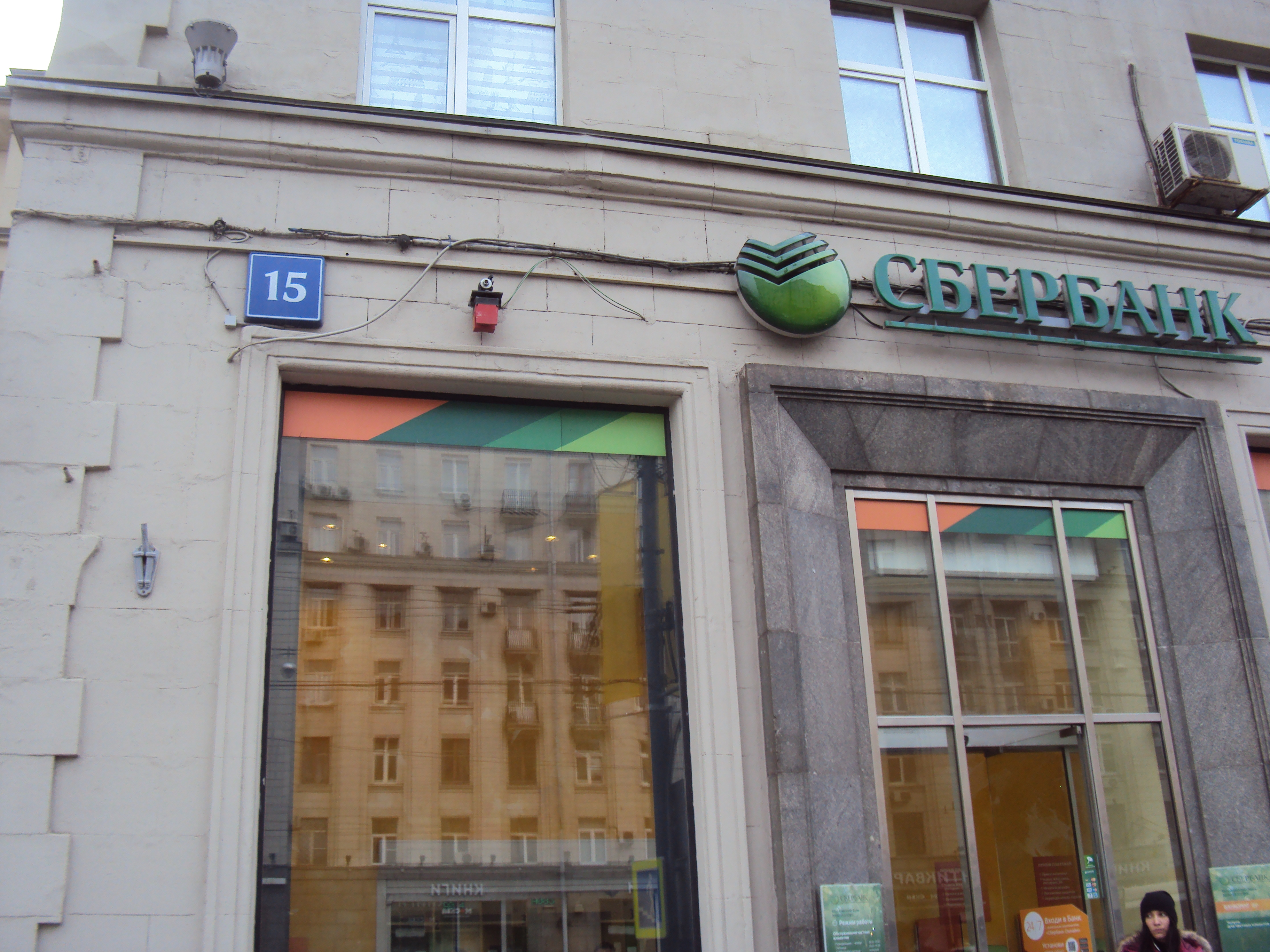